# Toshio Shōji
Toshio Shōji (庄司敏夫?, Shōji Toshio; Prefettura di Chiba, 24 agosto 1940 – 28 aprile 2023) è stato un nuotatore giapponese.

## Biografia
Ha vinto la medaglia di bronzo nella 4x100m stile libero ai Giochi Olimpici di Tokyo 1964, all'età di ventiquattro anni.

## Palmarès
- Giochi olimpici

Tokyo 1964: bronzo nella 4x100m sl.